# David Ian Salter
David Ian Salter (* 18. Juli 1966 in Boston, Massachusetts) ist ein US-amerikanischer Filmeditor.

## Leben
Salter begann seine Karriere Anfang der 1990er Jahre als Schnittassistent. Seit 1999 zeichnete er auch hauptverantwortlich für den Filmschnitt von Animationsfilmen wie Toy Story 2, Findet Nemo oder Ice Age 4 – Voll verschoben verantwortlich. 2004 war er gemeinsam mit Lee Unkrich für seine Arbeit an Findet Nemo für den Eddie Award nominiert. 
Salter ist Mitglied der American Cinema Editors und gehört seit dem Jahr 2020 auch der Academy of Motion Picture Arts and Sciences an.

## Filmografie
- 1999: Toy Story 2
- 2003: Findet Nemo (Finding Nemo)
- 2012: Ice Age 4 – Voll verschoben (Ice Age: Continental Drift)
- 2015: SpongeBob Schwammkopf 3D (The SpongeBob Movie: Sponge Out of Water)
- 2019: Die Addams Family (The Addams Family)
- 2023: Angespült – Ein Krabbenteuer (Under the Boardwalk) (Stimme)